# José de la Cruz

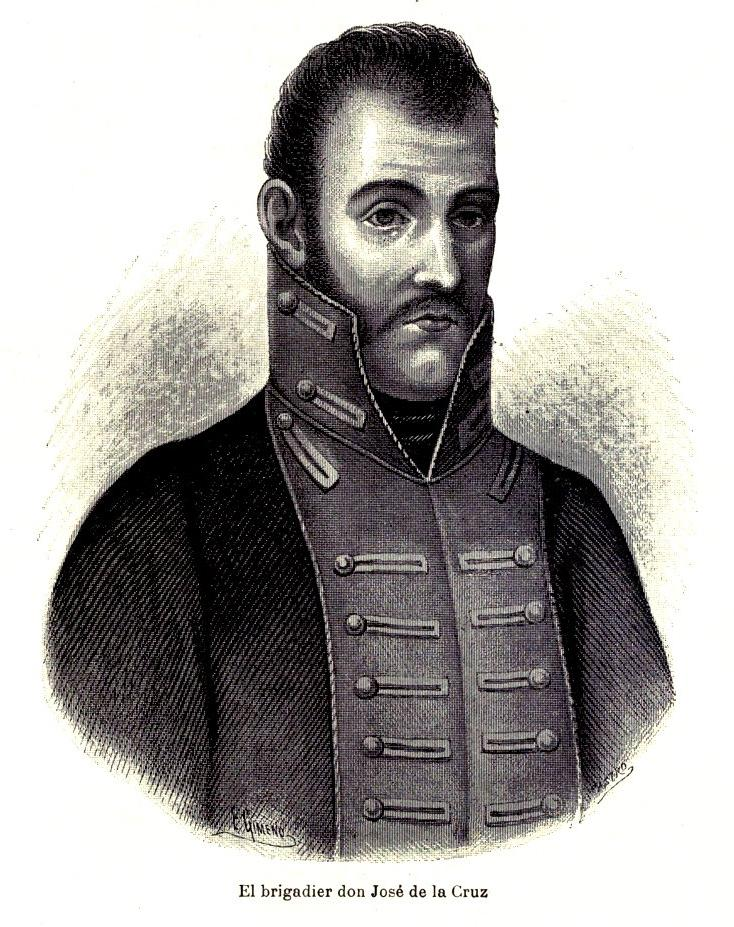
José de la Cruz

José de la Cruz Fernández (Arapiles, 1786-París, 1856) fue un militar español que luchó en el ejército realista durante la guerra de la Independencia Española y durante la Independencia de México en Nueva España.

## Semblanza biográfica
Cursó estudios en la Universidad de Salamanca. En 1811, ya era general de división en las Guerras Napoleónicas participando en campañas al lado del general Cuesta. Se trasladó a la Nueva España junto con el virrey Francisco Xavier Venegas que le daría el mando de una de las tres divisiones realistas para combatir a las fuerzas insurgentes de Miguel Hidalgo, con el cargo de mariscal de campo y comandante general de las Provincias internas occidentales de la Nueva España.
Derrotó a José Antonio Torres, más conocido como el Amo Torres, a José María Mercado y, finalmente, el 14 de enero a Ruperto Mier en la batalla de Urepetiro, recobrando el puerto de San Blas que se encontraba en dominio de los insurgentes. En retribución, en 1811 fue nombrado presidente de la Real Audiencia de Guadalajara y quinto intendente de Nueva Galicia, cargo que ocupó hasta el término de la guerra de independencia en 1821, siendo el último español realista en ocupar el cargo. Fundó la Casa de Moneda en esa ciudad en 1813. Fue condecorado  por el rey Fernando VII de España por sus victorias en la guerra de independencia de la Nueva España con la gran cruz de la Orden de Isabel la Católica.
En 1819 se casó con Juana Ortiz de Rozas Ibáñez de la Bárcena (Rosario, Sonora, 27.05.1790). El matrimonio tuvo un hijo: José María (Guadalajara, México,11.06.1820), a quien educó en Francia e Inglaterra y que siguió la carrera militar.
En mayo de 1821, tras la proclamación del Plan de Iguala, rehusó adherirse a Agustín de Iturbide y al Ejército Trigarante, por lo que tuvo que replegarse a Zacatecas y después a Durango, debido a la deserción de Pedro Celestino Negrete. En este último lugar se enfrentó a los independentistas, pero finalmente capituló el 31 de agosto de 1821. Regresó a España, donde se convertiría en ministro de la Guerra por dos periodos, de 1823 a 1824 y de 1824 a 1826. A la muerte de Fernando VII en 1833, De la Cruz ocupaba el cargo de Ministro Interino de Marina. La confianza que Fernando VII tenía en él le hizo nombrarle, en su testamento, miembro suplente del Consejo de Regencia, que se instauró, pues no había un heredero certero al trono español.
A la edad de 47 años participó en la Primera Guerra Carlista (1833–1840). Como absolutista y conservador apoyó la ascensión al trono del infante Carlos María Isidro, hermano de Fernando VII, y no el derecho de su hija la princesa de Asturias, futura Isabel II. Al triunfo del bando isabelino y pactado el Acuerdo de Vergara, en el que se establecía que los empleos, grados y condecoraciones carlistas serían reconocidos, De la Cruz ostentaría el cargo de teniente general y senador vitalicio. No obstante, partiría en 1845 hacia el exilio en Francia, donde murió en 1856 a la edad de setenta años.